# Tyrone Guthrie
William Tyrone Guthrie (Royal Tunbridge Wells (Inglaterra), 2 de julio de 1900 - Newbliss (Irlanda), 15 de mayo de 1971) fue un director de teatro anglo-irlandés.

## Biografía
Guthrie nació en Royal Tunbridge Wells (Kent), hijo de Thomas Guthrie (quien era nieto del predicador escocés Thomas Guthrie) y de Norah Power. Su bisabuelo materno fue el actor Tyrone Power. Su hermana, Susan Margaret, se casó con Hubert Butler, quien tradujo el texto de El jardín de los cerezos para la producción realizada por Guthrie en 1934.
Guthrie se graduó en historia en la Universidad de Oxford, donde también participó en obras estudiantiles. Allí, también trabajo durante una temporada en la Oxford Playhouse. En 1924, empezó a trabajar para la British Broadcasting Corporation como presentador. También empezó a producir obras para la radio. Posteriormente trabajó como director teatral en los Scottish National Players, antes de regresar a la BBC a escribir obras diseñadas especialmente para la radio.
Entre 1929 y 1933, Guthrie dirigió en varias obras teatrales, entre ellas una producción de Seis personajes en busca de autor en 1932. Entre 1933 y 1934 y 1936 y 1945, fue director de la Shakespeare Repertory Company. Posteriormente, en Montreal, produjo una serie de obras teatrales (titulada Romance of Canada). La serie fue transmitida por la CNR Radio.
Durante los años 1940, Guthrie empezó a dirigir óperas, como Carmen en el Sadler's Wells Theatre y en el Metropolitan Opera House de Nueva York. En 1953, fue invitado al primer Stratford Shakespeare Festival en Canadá. Para el festival, encargó el diseño de escenarios a Tanya Moiseiwitsch y consiguió que Alec Guinness e Irene Worth actuaran bajo su dirección en la producción inaugural de Ricardo III. Fue el director artístico del festival durante tres temporadas y su trabajo en Stratford influenció fuertemente el desarrollo del teatro canadiense.
En 1963, Guthrie fundó el Guthrie Theater en Minneapolis, diseñado por Ralph Rapson. Guthrie escribió dos libros sobre drama: Theatre Prospect (1932) y A Life in the Theatre (1959).
Guthrie estuvo casado con Judith Bretherton, quien murió un año después de enviudar. Fue nombrado caballero en 1961. Murió en Newbliss (Irlanda) a los 70 años.